# Predica di santo Stefano

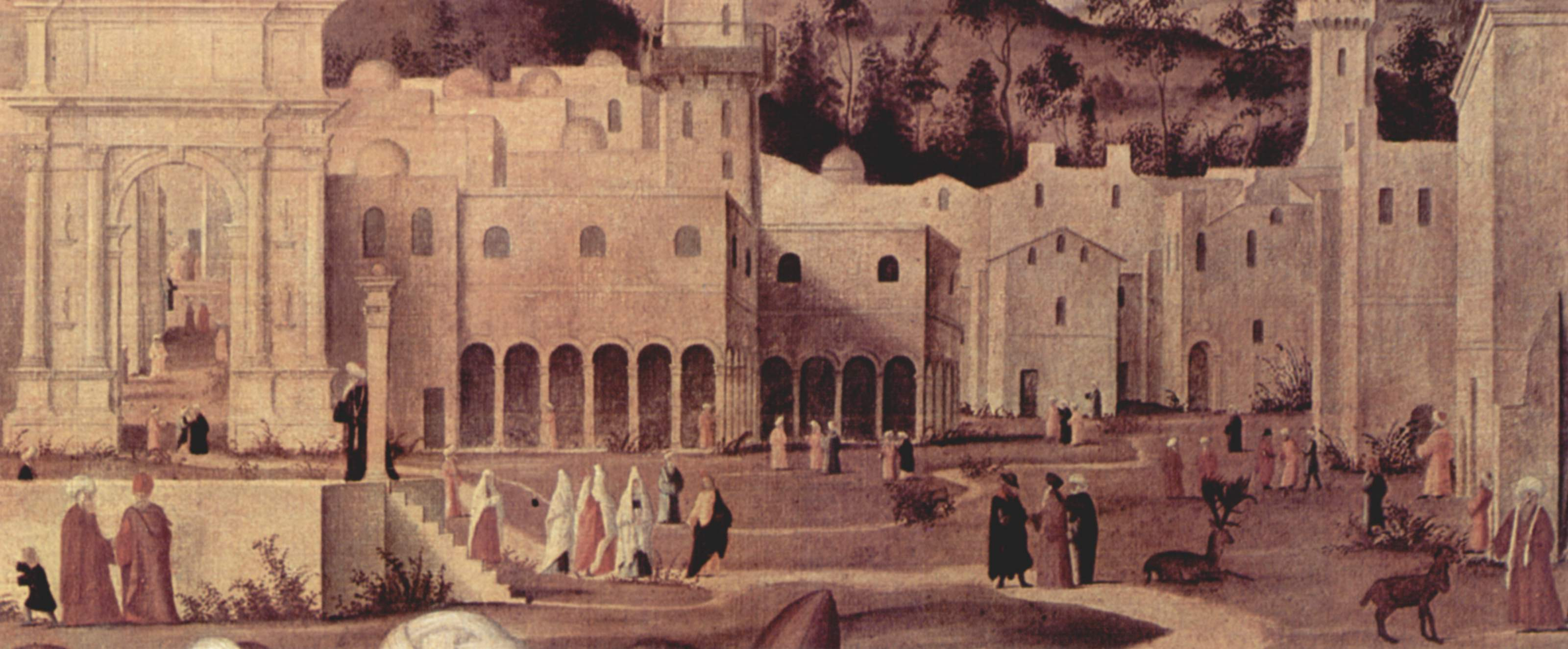
Dettaglio dello sfondo

La Predica di santo Stefano è un dipinto olio su tela (152x195 cm) di Vittore Carpaccio, firmato e datato 1514; si tratta di uno dei cinque teleri (di cui uno perduto) eseguiti per la Scuola di Santo Stefano di Venezia. Confiscato dal demanio napoleonico al momento della soppressione della scuola era stato assegnato alla pinacoteca di Brera. A questa Denon nel 1812 impose lo scambio forzoso, assieme ad altri cosiddetti "primitivi", con opere francesi e da allora è conservato nel Museo del Louvre di Parigi.

## Storia
La confraternita era una delle Scuole minori di Venezia. Ampliata nel 1476 e accresciuta da un massiccio numero di adesioni dal 1506, fu decorata dal ciclo di teleri di Carpaccio, specialista del genere, che vi lavorò dal 1511 al 1520.
Con la soppressione della confraternita nel 1806 tutte le decorazioni e gli arredi vennero venduti e dispersi; i teleri in particolare finirono, dopo vari passaggi, in più musei e uno di essi (Processo di santo Stefano) andò perduto.
Si tratta di opere della fase discendente dell'artista, chiuso in sé stesso e fedele al suo attardato stile quattrocentesco mentre la pittura veneziana veniva rivoluzionata da Giorgione e da altri artisti. La data del 1514 si trovava sulla perduta cornice della tela ed è rilevata dalla testimonianza dello Zanetti del 1771.

## Descrizione e stile
La scena, secondo uno schema collaudato da tempo, si svolge tutta sul proscenio del primo piano, con gruppi concatenati di personaggi che, con le loro vesti e i loro copricapi, creano un variato gioco cromatico sullo sfondo del verde paglierino del brullo terreno. Santo Stefano, rialzato su un piedistallo romano tra rovine antiche, indica la via della redenzione facendo un gesto verso il cielo, mentre gruppi di persone ascoltano la sua predica. A sinistra un gruppo di personaggi vestiti all'orientale e alla bizantina di spalle e di profilo, al centro un gruppo di fanciulle sedute (tra cui una monaca orientale col volto coperto), attorniate da un altro gruppo analogo di personaggi maschili in piedi, mentre sulla destra sta un terzo gruppetto con due pellegrini in piedi e un uomo con turbante seduto su una roccia. Lo sfondo, visione fantastica della città di Gerusalemme, è popolato da un brulicante insieme di edifici all'orientale intonacati di bianco, con cupolette e altre invenzioni architettoniche. Essi formano un arco che "macchia" di luce la tela, zigzagando lungo il crinale delle alture. Più in lontananza si vedono delle colline e delle montagne, tipicamente venete, che sfumano nella foschia. Tra gli edifici è rappresentato l'Arco di Traiano di Ancona.
Evidenti sono i richiami alla Predica di san Marco ad Alessandria d'Egitto di Gentile e Giovanni Bellini (1504-1507), con citazioni testuali soprattutto negli edifici e nei personaggi esotici.